# Spirit Lake (Iowa)
Spirit Lake è una città degli Stati Uniti d'America, situata nello Stato dell'Iowa, nella Contea di Dickinson, della quale è il capoluogo.
Essa si trova sulla riva occidentale dell'East Okoboji Lake, nella regione dei Grandi laghi dello Iowa.